# 仙台市立仙台青陵中等教育学校
仙台市立仙台青陵中等教育学校（せんだいしりつ せんだいせいりょうちゅうとうきょういくがっこう）は、宮城県仙台市青葉区国見ヶ丘七丁目にある公立の中等教育学校。

## 概要
仙台青陵中等教育学校は、JR仙山線国見駅から北に約2キロメートルに位置し仙台市初の中高一貫教育校として、2009年（平成21年）4月に開校した。敷地内には「青陵の森」と呼ばれる森が広がり、ミニコンサートも開催される。仙台「青陵」という校名は、仙台市青葉区の丘陵地に立地することと爽やかでフレッシュなイメージを込めている。

## 沿革
- 2008年 - 募集人員は前期課程（中学校にあたる）140名、後期課程（高等学校にあたる）140名、計280名。尚、後期課程の募集については平成21年度から平成23年度までの3カ年に限り、以降は前期課程のみの募集となる。
- 2009年3月31日 - 仙台女子商業高等学校は仙台商業高等学校（男子校）（泉区）と統合し、仙台市立仙台商業高等学校（男女共学の商業高校）となる。
- 2009年4月1日 - 仙台女子商業高等学校の校地・校舎を活用して仙台市立仙台青陵中等教育学校を開校。
- 2009年4月9日 - 開校式・第1回入学式を挙行。
- 2009年10月31日 - 開校記念式典・記念講演会を実施。

## 教育方針
知性を高め、感性をはぐくみ、意志を鍛える。

## アクセス
- 鉄道
  - JR仙山線国見駅より徒歩25分、東北福祉大前駅より徒歩30分。
- 路線バス
  - 仙台駅15番乗り場及びJR東北福祉大前駅バス停より仙台市営バス国見ヶ丘三丁目・福祉大野球場前行、国見ヶ丘経由実沢営業所行で約30分『青陵中等教育学校前』下車すぐ(朝は仙台駅発北仙台駅経由1本と泉中央駅発2本夕方は仙台駅行北仙台駅経由1本と泉中央駅行2本の路線バスが通学のために運行されている)。